# Jørgen Munk Plum
Jørgen Munk Plum (født 16. juli 1925, Broager-11. april 2011 i Haderslev) var en dansk atlet og dyrlæge. Han var medlem af Københavns IF og fra 1963 Attila i Nykøbing Falster. 
Munk Plum forbedrede den danske rekord 13 gange fra 46,11 til 50,35. I 1961 blev han med hans sidste rekord på 50,35 den anden dansker som kastede over 50 meter i diskoskast. Poul Schlichter fra  AlK 95 kastede 50,09 i 1960. Munk Plum vandt 11 danske mesterskaber i diskoskast i perioden 1949-63.
og vandt DM-bronze i kuglestød 1956.
Han deltog i Europamesterskaberne 1950 i Bryssel hvor han blev nummer 8. Han blev nr 13 ved OL 1952 i Helsingfors.
Han var på det landsholdet 32 gange.
Jørgen Munk Plum var farbror til skuespillerinden Mette Munk Plum (Se også  Slægten  Plum)

## Danske mesterskaber
- Sølv 1963  Diskoskast  45,67
- Sølv 1962  Diskoskast  45,75
- Guld 1961  Diskoskast  50,35
- Guld 1961  Danmarksturneringen (Dansk hold mester)
- Guld 1960  Diskoskast  49,74
- Guld 1960  Danmarksturneringen
- Guld 1959  Diskoskast  45,79
- Sølv 1958  Diskoskast  45,27
- Guld 1957  Diskoskast  47,17
- Guld 1956  Diskoskast  46,65
- Bronze 1956  Kuglestød  12,32
- Guld 1955  Diskoskast  44,85
- Guld 1954  Diskoskast  45,68
- Guld 1953  Diskoskast  44,35
- Guld 1952  Diskoskast  47,57
- Guld 1951  Diskoskast  46,58
- Guld 1949  Diskoskast  44,80

## Bedste resultat
- Diskoskast: 50,35 Aarhus Stadion 13. august 1961
- Kuglestød: 13,02 Østerbro Stadion 1. oktober 1960